# Circondario di Mondovì
Il circondario di Mondovì era uno dei quattro circondari in cui era suddivisa la provincia di Cuneo.

## Storia
In seguito all'annessione della Lombardia dal Regno Lombardo-Veneto al Regno di Sardegna (1859), fu emanato il decreto Rattazzi, che riorganizzava la struttura amministrativa del Regno, suddiviso in province, a loro volta suddivise in circondari.
Il circondario di Mondovì fu creato come suddivisione della provincia di Cuneo; il territorio corrispondeva a quello della soppressa provincia di Mondovì del Regno di Sardegna, appartenuta alla divisione di Cuneo.
Con l'Unità d'Italia (1861) la suddivisione in province e circondari fu estesa all'intera Penisola, lasciando invariate le suddivisioni stabilite dal decreto Rattazzi.
Il circondario di Mondovì venne soppresso nel 1926 e il territorio assegnato al circondario di Cuneo.

## Suddivisione
Nel 1863, la composizione del circondario era la seguente:
- mandamento I di Bagnasco
  - Bagnasco; Battifollo; Lisio; Nucetto; Perlo; Scagnello; Viola
- mandamento II di Bene Vagienna
  - Bene Vagienna; Lequio Tanaro
- mandamento III di Carrù
  - Carrù; Clavesana; Magliano Alpi; Piozzo
- mandamento IV di Ceva
  - Ceva; Lesegno; Malpotremo; Mombasiglio; Roascio; Torresina
- mandamento V di Cherasco
  - Cherasco; Narzole
- mandamento VI di Dogliani
  - Belvedere Langhe; Bonvicino; Dogliani; Farigliano
- mandamento VII di Frabosa Soprana
  - Frabosa Soprana; Frabosa Sottana
- mandamento VIII di Garessio
  - Garessio; Priola
- mandamento IX di Monesiglio
  - Camerana; Gottasecca; Mombarcaro; Monesiglio; Prunetto; Saliceto
- mandamento X di Mondovì
  - Bastia Mondovì; Monastero di Vasco; Mondovì
- mandamento XI di Morozzo
  - Margarita; Montanera; Morozzo; Rocca de' Baldi
- mandamento XII di Murazzano
  - Castellino Tanaro; Cigliè; Igliano; Marsaglia; Murazzano; Paroldo; Rocca Cigliè
- mandamento XIII di Ormea
  - Alto; Caprauna; Ormea
- mandamento XIV di Pamparato
  - Monasterolo Casotto; Montaldo di Mondovì; Pamparato; Roburent
- mandamento XV di Priero
  - Castelnuovo di Ceva; Montezemolo; Priero; Sale delle Langhe
- mandamento XVI di Trinità
  - Salmour; Sant'Albano Stura; Trinità
- mandamento XVII di Vicoforte
  - Briaglia; Niella; San Michele Mondovì; Torre Mondovì; Vicoforte
- mandamento XVIII di Villanova Mondovì
  - Pianfei; Roccaforte Mondovì; Villanova Mondovì